# Mouillac (Tarn-et-Garonne)
Mouillac is een gemeente in het Franse departement Tarn-et-Garonne (regio Occitanie) en telt 85 inwoners (2009). De plaats maakt deel uit van het arrondissement Montauban.

## Geografie
De oppervlakte van Mouillac bedraagt 9,2 km², de bevolkingsdichtheid is dus 9,2 inwoners per km².
De onderstaande kaart toont de ligging van Mouillac (Tarn-et-Garonne) met de belangrijkste infrastructuur en aangrenzende gemeenten.

## Demografie
Onderstaande figuur toont het verloop van het inwonertal (bron: INSEE-tellingen).